# Swen Knöchel

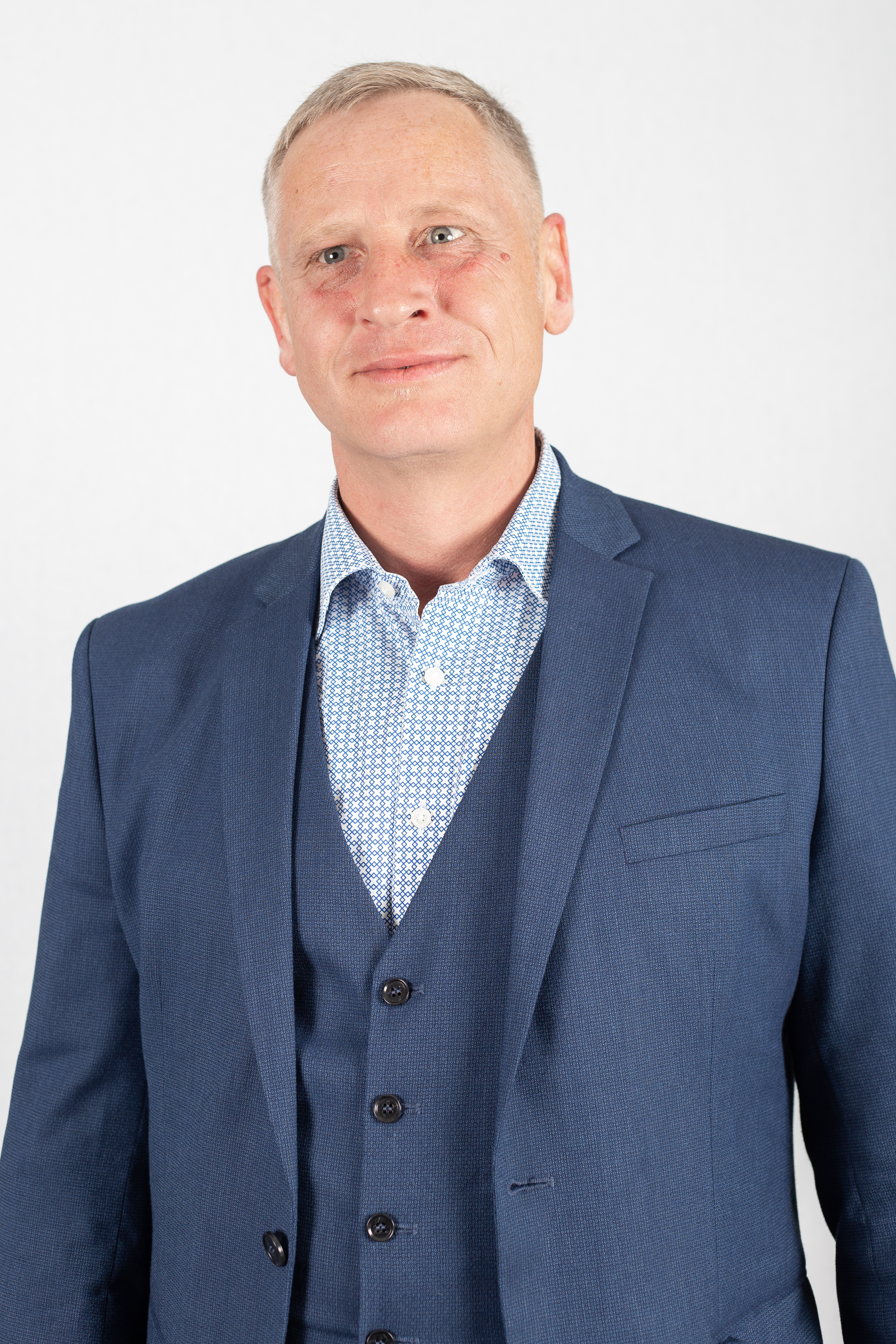
Swen Knöchel 2018

Swen Knöchel (* 22. Dezember 1973 in Halle (Saale)) ist ein deutscher Politiker (Die Linke). Er war von 2011 bis 2021 Abgeordneter im Landtag von Sachsen-Anhalt.

## Leben und Beruf
Knöchel schloss 1990 die 10. Klasse der 22. Polytechnischen Oberschule in Halle-Neustadt ab. Dem folgte eine Berufsausbildung zum MSR-Techniker in der Buna AG in Schkopau. Im Jahr 1993 begann Knöchel eine weitere Ausbildung in der Finanzverwaltung des Landes Sachsen-Anhalt, die er 1995 mit der erfolgreichen Laufbahnprüfung im mittleren Steuerverwaltungsdienst abschloss. Anschließend leistete er seinen Grundwehrdienst ab. Von 1996 bis 2008 war er als Prüfer beim Finanzamt Halle-Süd tätig. Danach belegte er an der Fachhochschule für Finanzen des Landes Brandenburg in Königs Wusterhausen ein Studium, das er 2011 als Diplom-Finanzwirt (FH) beendete.

## Partei
Im Jahr 1992 trat Knöchel in die Partei des Demokratischen Sozialismus ein, die 2005 in Linkspartei.PDS umbenannt wurde und 2007 in der Partei Die Linke aufging. Von 2007 bis 2016 war er Vorsitzender des Stadtverbandes der Partei Die Linke in Halle. Knöchel war von 2012 bis 2017 Mitglied des Bundesausschusses. Er war von 2015 bis 2019 Vorstandsmitglied von Die Linke Sachsen-Anhalt.

## Mandate
Bei den Kommunalwahlen 1999 und 2004 trat Knöchel erfolglos an und war von 1999 bis 2009 als sachkundiger Einwohner im Rechnungsprüfungsausschuss des Halleschen Stadtrates tätig. Im Jahr 2009 wurde er zum Stadtrat in Halle gewählt und 2014 wiedergewählt. Er arbeitete dort im Finanz-, Personal- und Planungsausschuss mit. Zum 31. März 2016 legte Knöchel sein Stadtratsmandat nieder.
Bei der Wahl zum Oberbürgermeister der Stadt Halle (Saale) belegte Knöchel mit einem Stimmenanteil von 12,4 % den 4. Platz.
Im Jahr 2011 wurde er über die Landesliste der Linken in den Landtag von Sachsen-Anhalt gewählt, er wurde dort ordentliches Mitglied im Ausschuss für Finanzen und im Rechnungsprüfungsausschuss sowie finanzpolitischer Sprecher seiner Fraktion. Er gehörte dem 13. Parlamentarischen Untersuchungsausschuss als stellvertretender Vorsitzender an. Im Juli 2014 wurde er Vorsitzender des Finanzausschusses.
Bei der Landtagswahl in Sachsen-Anhalt 2016 gelang ihm der Wiedereinzug in den Landtag. Am 22. März 2016 wählte die Linksfraktion im Landtag von Sachsen-Anhalt Knöchel zum Fraktionsvorsitzenden. Von diesem Amt trat er am 20. Oktober 2017 nach Kritik von Parteigenossen an seinem Führungsstil zurück. Er war Mitglied des Ausschusses für Finanzen, des 17. Parlamentarischen Untersuchungsausschusses und Vorsitzender der vom Landtag berufenen Enquetekommission „Die Gesundheitsversorgung und Pflege in Sachsen-Anhalt konsequent und nachhaltig absichern!“.